# Ján Hirka

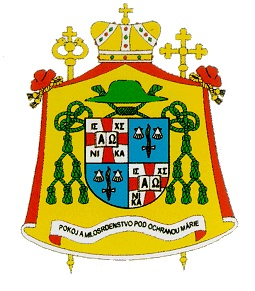
Wappen von Ján Hirka, griechisch-katholischen Administrator (1969–1989) und Bischof von Prešov (1989–2002)

Ján Hirka (* 16. November 1923 in Abranovce, Kreis Prešov; † 10. April 2014 in Prešov, Ostslowakei) war ein slowakischer griechisch-katholischer Bischof, der von 1989 bis 2002 der Eparchie Prešov vorstand.

## Leben und Wirken
Hirka entstammte einer Bauernfamilie, besuchte die Schule in Abranovce und von 1936 bis 1944 das kirchliche Gymnasium. Sein Abitur machte er am 3. Mai 1944. Dann trat er in das Priesterseminar in Prešov ein und begann ein Studium der Theologie. Sein Bischof Pavol Peter Gojdič schickte ihn zum weiteren Studium an die Theologische Fakultät der Karls-Universität in Prag. Weihbischof Vasil Hopko weihte ihn am 31. Oktober 1949 in der Seminarkapelle in Prešov zum Priester. Priesterweihen in der Kathedrale waren staatlicherseits verboten.
Nach der faktischen Auflösung der griechisch-katholischen Kirche durch das slowakische Regime am 28. April 1950 ging er zur Ausübung seiner pastoralen Tätigkeiten in den Untergrund. Seinen Unterhalt verdiente er sich mit Hilfsarbeiten ohne eine behördliche Arbeitserlaubnis, die ihm versagt wurde. Am 22. Oktober 1952 von der Staatssicherheit festgenommen, befand er sich sechs Monate in Untersuchungshaft und wurde am 28. April 1953 zu drei Jahren Gefängnis wegen „Behinderung der Überwachung von Kirchen und Religionsgesellschaften (§ 173 Str.GB)“ verurteilt. Mit Amnestie des Präsidenten Antonín Zápotocký wurde er am 4. Juli 1953 freigelassen.
Am 19. Oktober 1955 wurde er zusammen mit mehreren Priestern und Nonnen wieder verhaftet. Die Anklage wegen Hochverrats wurde fallen gelassen, man verurteilte ihn am 4. September 1956 zu zweieinhalb Jahren Gefängnis wegen „Bündelung der Feindseligkeiten gegen die Republik“. Er wurde in ein Zwangsarbeitslager (Bergbau) deportiert. Nach seiner Entlassung am 20. März 1958 durfte er nicht in seine Heimat, denn er hatte fünf Jahre Aufenthaltsverbot für die Kraje Prešov und Košice.
Wieder im Untergrund arbeitend, verrichtete er Hilfsdienste im sozialen Bereich (Krankenhaus, Feuerwehr).
Papst Paul VI. ernannte Jan Hirka am 2. April 1969 zum Apostolischen Administrator von Prešov, eine Bischofsernennung wurde vom Staat nicht erlaubt. Das bischöfliche Ordinariat bestand aus einer Zweizimmer-Wohnung in einem Vorort von Prešov. Nach der „sanften Revolution“ ernannte ihn Papst Johannes Paul II. am 21. Dezember 1989 zum Bischof von Prešov. Die Bischofsweihe erteilte ihm Kardinal Jozef Tomko am 17. Februar 1990 unter großer Beteiligung von Bischöfen aus aller Welt. Es war die erste Bischofsweihe nach dem Fall des „Eisernen Vorhangs“ in der Tschechoslowakei.
Unermüdlich war sein Einsatz für den Wiederaufbau seiner Diözese Prešov. Das brachte ihm viele Ehrungen und Auszeichnungen ein. Höhepunkt war der Besuch Papst Johannes Paul II. in der Slowakei 1995 und die Seligsprechung seines Vorgängers und Mentors Pavol Peter Gojdič im Jahre 2001.
Mit Erreichung der Altersgrenze bot er Papst Johannes Paul II. den Rücktritt an, den dieser mit Wirkung vom 11. Dezember 2002 annahm.